# تیکوا آلپر
تیکوا آلپر (۲۲ ژانویه ۱۹۰۹ – ۲ فوریه ۱۹۹۵) به عنوان فیزیکدان آموزش دید و به یک رادیوبیولوژیست برجسته تبدیل شد. در میان بسیاری از ابتکارات و اکتشافات دیگر، او از اولین کسانی بود که شواهدی پیدا کرد که نشان می‌داد عامل عفونی در اسکرپی حاوی اسید نوکلئیک نیست: یک یافته که در درک توسعه نظریه پریون نقش مهمی داشت. او مدیر واحد تجربی رادیوپاتولوژی MRC در بیمارستان همرسمیت، لندن، انگلستان، از سال ۱۹۶۲ تا ۱۹۷۴ بود.

## اوایل زندگی و حرفه
تیکوا آلپر در آفریقای جنوبی به دنیا آمد، کوچک‌ترین از چهار دختر خانواده‌ای از پناهندگان یهودی از روسیه. در دوران مدرسه در دبیرستان دخترانه دوربان، او به عنوان «دختر باهوش‌ترین که تا به حال به این مدرسه رفته است» توصیف شد، و یک سال زودتر با افتخار فارغ‌التحصیل شد. او در سال ۱۹۲۹ با افتخار در رشته فیزیک از دانشگاه کیپ‌تاون فارغ‌التحصیل شد و سپس در سال‌های ۱۹۳۰ تا ۱۹۳۲ در برلین با فیزیکدان هسته‌ای لیزه مایتنر تحصیل کرد و در سال ۱۹۳۳ مقاله‌ای برنده جایزه در مورد پرتوهای دلتا تولید شده توسط ذرات آلفا منتشر کرد.
در سال ۱۹۳۲، او به آفریقای جنوبی بازگشت تا با باکتری‌شناس مشهور، مکس استرن، ازدواج کند. او مخترع مؤثرترین واکسن دام برای سیاه زخم بود. او نام خانوادگی خود را در طول ازدواج حفظ کرد. به دلیل اینکه زنان متأهل در آن زمان اجازه کار در دانشگاه را نداشتند، تیکوا و مکس یک آزمایشگاه خانگی تأسیس کردند که در آن با هم کار می‌کردند. پسرانشان، جاناتان و مایکل، به ترتیب در سال‌های ۱۹۳۵ و ۱۹۳۶ به دنیا آمدند. از آن زمان به بعد، تیکوا آلپر تقاضاهای مادری (جاناتان با ناشنوایی عمیق به دنیا آمد)، ازدواج و حرفه‌ای را ترکیب کرد. این شامل دوره‌های قبل و بعد از جنگ در انگلستان بود، جایی که او با رادیوبیولوژیست پیشگام، داگلاس لی، کار کرد.
در طی ده سال از سال ۱۹۳۷، تیکوا آلپر دوباره آموزش دید و سپس به عنوان معلم ناشنوایان نیز کار کرد. آموزش فیزیک و مهارت‌های فنی او در تحقیقات منتشر شده‌اش در مورد قابل مشاهده کردن آرتیکولاسیون گفتار، برای استفاده در آموزش گفتار به کودکان ناشنوا، مشهود بود. او در سال ۱۹۴۸ به عنوان رئیس بخش بیوفیزیک آزمایشگاه فیزیک ملی آفریقای جنوبی منصوب شد.

## دوران حرفه‌ای پسین
با وجود شهرت علمی روزافزون‌شان، در سال ۱۹۵۱، مکس استرن و تیکوا آلپر به دلیل مخالفت صریح با آپارتاید مجبور به ترک آفریقای جنوبی شدند. تیکوا یک پست تحقیقاتی (بدون حقوق) در آزمایشگاه‌های رادیوبیولوژی MRC در بیمارستان همرسمیت، لندن، به ریاست هال گری که در بازدیدهای قبلی با او ملاقات کرده بود، پیدا کرد. در اینجا، تحقیقات بر روی مکانیزم‌های اثرات تابش بر زیست‌شناسی سلولی متمرکز شد. پیچیدگی‌های اثرات تابش بر انواع مختلف سلول‌ها و تعامل آن‌ها با سایر فرآیندهای فیزیولوژیکی و شیمیایی در این زمان شروع به مشخص شدن کردند و این تحقیقات تا دهه‌های ۱۹۵۰ و ۱۹۶۰ ادامه یافت. او از سال ۱۹۶۲ تا زمان بازنشستگی در سال ۱۹۷۴، مدیر واحد رادیوبیولوژی بود. متن کلاسیک او رادیوبیولوژی سلولی در سال ۱۹۷۹ منتشر شد. تیکوا آلپر در دوران بازنشستگی همچنان به فعالیت حرفه‌ای خود ادامه داد و در سن ۸۳ سالگی با سخنرانی‌ای درخشان در انجمن تحقیقات تابش در دالاس، آمریکا به فعالیت خود پایان داد. او در ساریسبری، همپشایر، انگلستان، در سال ۱۹۹۵ درگذشت، و همسرش مکس، پسرانش جاناتان و مایکل، شش نوه و سه نتیجه از او باقی ماندند.

## تحقیقات مربوط به اسکرپی
اسکرپی یک بیماری عفونی کشندهٔ سیستم عصبی گوسفندان است؛ یکی از دسته بیماری‌های بیماری‌های پریونی که می‌توانند گاوان (BSE) و انسان‌ها (کورو، nCJD) را تحت تأثیر قرار دهند. پیش‌تر تصور می‌شد که اسکرپی توسط یک «ویروس کند» ایجاد می‌شود - ویروسی که ممکن است سال‌ها طول بکشد تا به عنوان تغییر در رفتار یا حرکت ظاهر شود. تا اواسط دهه ۱۹۶۰، مشخص شد که سلول‌ها تنها می‌توانند از طریق دی‌ان‌ای تکثیر شوند. رادیواکتیویته با «کشتن» DNA تکثیر سلولی را متوقف می‌کند. آلپر دریافت که تابش عامل عفونی در اسکرپی را نمی‌کشد و این نشان می‌دهد که ویروس بعید است که عامل عفونی باشد. عامل عفونی باید کوچک‌تر و ساده‌تر از DNA (ویروسی) باشد. آلپر همچنین دریافت که عامل عفونی در نور فرابنفش فعال باقی می‌ماند. DNA در زیر نور UV غیرفعال است. در عوض، عامل عفونی توسط نور در طول موج ۲۳۷ نانومتر که مختص غیرفعال کردن پلی‌ساکاریدها است، کشته می‌شود. آلپر و همکارانش این ویژگی‌های عامل اسکرپی را گزارش دادند - یافته‌ای که در بسیاری از محافل با تعجب مواجه شد، زیرا به نظر می‌رسید که اصل مرکزی که بیان می‌کند که تکثیر (و به تبع آن رشد بیماری و ویژگی‌های عفونی آن) تنها می‌تواند از طریق DNA انجام شود را نقض می‌کند. با این حال، هنگامی که این یافته‌های تجربی پذیرفته شدند، چندین نظریه برای تطبیق ویژگی‌های خاص عامل اسکرپی توسعه یافتند. امروزه نظریه پذیرفته شده‌ترین نظریه پریون است که یک پروتئین «سرکش» را به عنوان منبع عفونت می‌داند. با این حال، آلپر نمی‌توانست قبول کند که یک «جهش» پروتئینی عامل بیماری است. اولاً، مطالعات تابش UV او نشان نمی‌داد که عامل یک پروتئین است و دوماً، پریون‌های جدا شده اسکرپی را القا نکردند. نظریه‌های خود او در مورد عامل عفونی در سال‌های پایانی زندگی‌اش توسعه یافتند و داستانی پویا و پیچیده‌تر را پیشنهاد کردند.